# Mátyásdomb (Szlovénia)
Mátyásdomb (korábban Macskócz, szlovénül: Mačkovci) falu Szlovéniában, Muravidéken, Pomurska régióban. Közigazgatásilag Battyándhoz tartozik.

## Fekvése
Muraszombattól 15 km-re északra, a Vendvidéki-dombság (Goričko) területén a Macskóc-patak partján fekszik.

## Története
A települést 1486-ban "Mwskowcz" alakban említik először. Kisnemesek birtoka volt. A Széchy, majd  1685-től a Nádasdy család birtoka. A Szapáry család 1690-ben lett birtokos a településen, ahol a 20. század elején kastélyt is épített.
Vályi András szerint "MACSKÓCZ. Elegyes falu Vas Várm. földes Ura G. Nádasdy Uraság, lakosai katolikusok, fekszik Martyánczhoz nem meszsze, és annak filiája, legelője, és fája tűzre elég van, de földgye soványas."
Fényes Elek szerint "Macskocz, vindus falu, Vas vmegyében, a lendvai uradalomban: 30 kath., 58 evang. lak."
Vas vármegye monográfiája szerint "Mátyásdomb, kis vend falu 24 házzal és 161 r. kath. és ág. ev. vallású lakossal. Postája Tót-Keresztur, távírója Csákány. Itt van a báró Pável-család szép és kényelmesen berendezett úrilaka."
1910-ben 225 lakosa volt, ebből 33 fő volt magyar (14,7%), 11 német (4,9%), 181 (80,4%) pedig egyéb, legnagyobbrészt vend (mai fogalmaink szerint szlovén). Felekezetileg a falu két fő csoportra oszlott: 111 fő volt evangélikus (49,3%), 107 fő római katolikus (47,6%), 7 fő vallotta magát reformátusnak (3,1%), izraeliták nem éltek a faluban. A trianoni békeszerződésig Vas vármegye Muraszombati járásához tartozott. 1919-ben átmenetileg a de facto Mura Köztársaság része lett, majd a Szerb–Horvát–Szlovén Királysághoz csatolták, ami 1929-től Jugoszlávia nevet vette fel. 1941-ben átmeneti időre ismét Magyarországhoz tartozott, 1945 után visszakerült jugoszláv fennhatóság alá. 1991 óta a független Szlovénia része. 2002-ben 217 lakosa volt. 2009-ben a Marof cég új borfeldolgozóját és pincéjét adták át a településen.

## Nevezetességei
A falutól nyugatra áll a Szapáry-család 1905-ben épített kétemeletes tornyos vadászkastélya, mely a család nyári rezidenciája volt. A helyiek vend nyelven Marof-nak nevezték el, amely német eredetű szó, birtok, gazdaság jelentése van. Berendezése eredeti, ma a Marof borászati cég tulajdona. Borospincéjét 2009-ben újították fel.